# 国家统计与普查研究所 (阿根廷)
国家统计与普查研究所（西班牙語：Instituto Nacional de Estadística y Censos，简称INDEC），阿根廷政府中隶属于经济部，负责收集、汇总、统计全阿根廷数据的一个机构。 
机构的设立和运行受第17,622号法、第3110/70号法令、第1831/93号法令以及第176/99号《INDEC条款》所约束。
INDEC提供有关阿根廷的统计信息，供政府用于规划公共政策。同时还可用于在学术和私人领域进行的其他研究和预测。
公民提供的个人数据受到第17,622号法规定的统计保密。

## 历史
阿根廷最早成立的国家级统计机构为统计总理事会（Dirección General de Estadística），1894年成立，作为公共财政部的一个子部门。1944年，国家统计与普查委员会（Consejo Nacional de Estadística y Censos）成立，同时由内政部与国家总统办公室管理。1968年，国家统计与普查研究所正式成立。